# Oberlinkirche

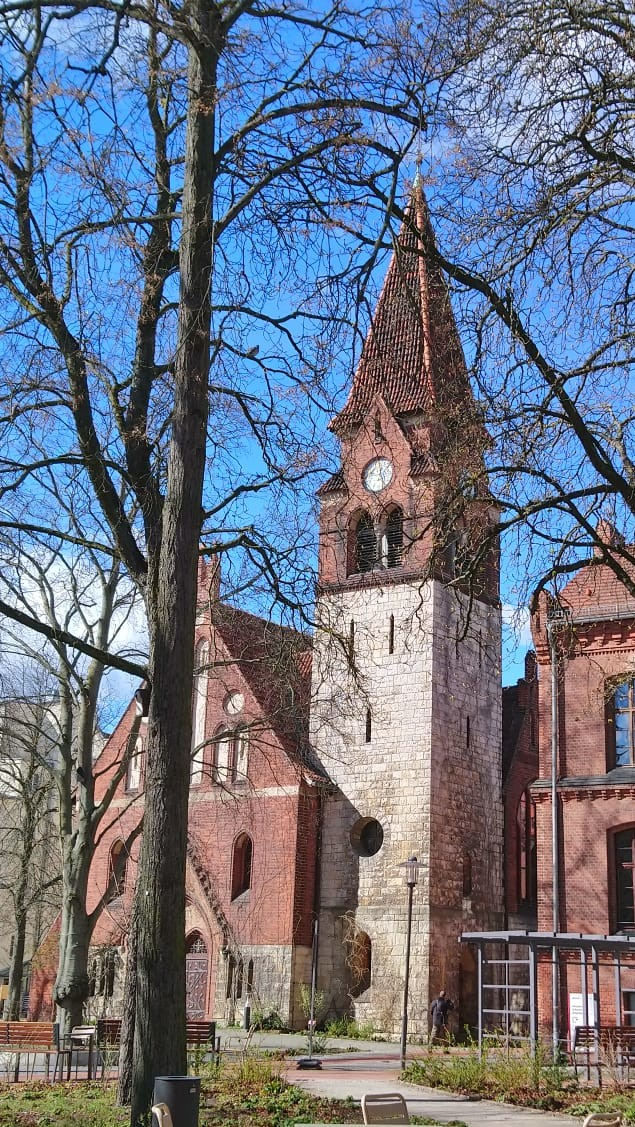
Potsdam-Babelsberg, Oberlinkirche

Die Oberlinkirche ist ein Kirchengebäude im Potsdamer Stadtteil Babelsberg. Die unter Denkmalschutz stehende Kirche gehört zum Kirchenkreis Potsdam der Evangelischen Kirche Berlin-Brandenburg-schlesische Oberlausitz.

## Lage
Die von den Gebäuden des Oberlinhauses umgebene Kirche befindet sich auf dessen Gelände nördlich der Rudolf-Breitscheid-Straße.

## Geschichte
Das 1874 als Ausbildungsstätte für Kindergärtnerinnen gegründete Oberlinhaus entwickelte sich in den folgenden Jahrzehnten zu einer der Fürsorge und Rehabilitation körperbehinderter Menschen dienenden Einrichtung. Ein Schwerpunkt war die Arbeit mit taubblinden Personen. Das den Kern der Anlage bildende, 1877/78 errichtete Mutterdiakonissenhaus enthielt bereits eine Kapelle zur seelsorgerischen Betreuung. Da diese bereits nach kurzer Zeit nicht mehr genügend Platz bot, erfolgte 1904/05 der Neubau eines separaten Kirchengebäudes nach Plänen des Architekten und Baubeamten Ludwig von Tiedemann. Die Einweihung fand am 12. Januar 1905 statt. Zur Einweihung signierte Kaiserin Auguste Viktoria eine Bibel, welche sich bis heute im Historischen Archiv des Oberlinhauses befindet.

## Architektur und Ausstattung
Die nach Westen ausgerichtete Kirche ist ein asymmetrisch gegliederter Baukörper mit einem dem Kirchenschiff im Nordosten angegliederten Turm. Dessen unterer Teil und der Sockel der Kirche sind mit hellem Kalkstein verkleidet, während die übrigen Wände mit rotem Backsteinmauerwerk verblendet sind. Auf der Nordseite ist das dreijochige Langhaus westlich des Turms um ein Seitenschiff erweitert, dessen Obergeschoss als Empore dient. Ein auf der Südseite zwischen den die Wände gliedernden Strebepfeilern angeordneter Gang öffnet sich nach außen mit spitzbogigen Arkaden. Auf der Westseite befindet sich der mit einem 4/6-Schluss versehene eingezogene Chor, dem sich südlich im Winkel zum Schiff ein die Sakristei enthaltender polygonal vorspringender eingeschossiger Baukörper anschließt. Die Gruppierung der Bauteile ähnelt der ebenfalls von Tiedemann entworfenen Dorfkirche Bornim.

### Außenbau

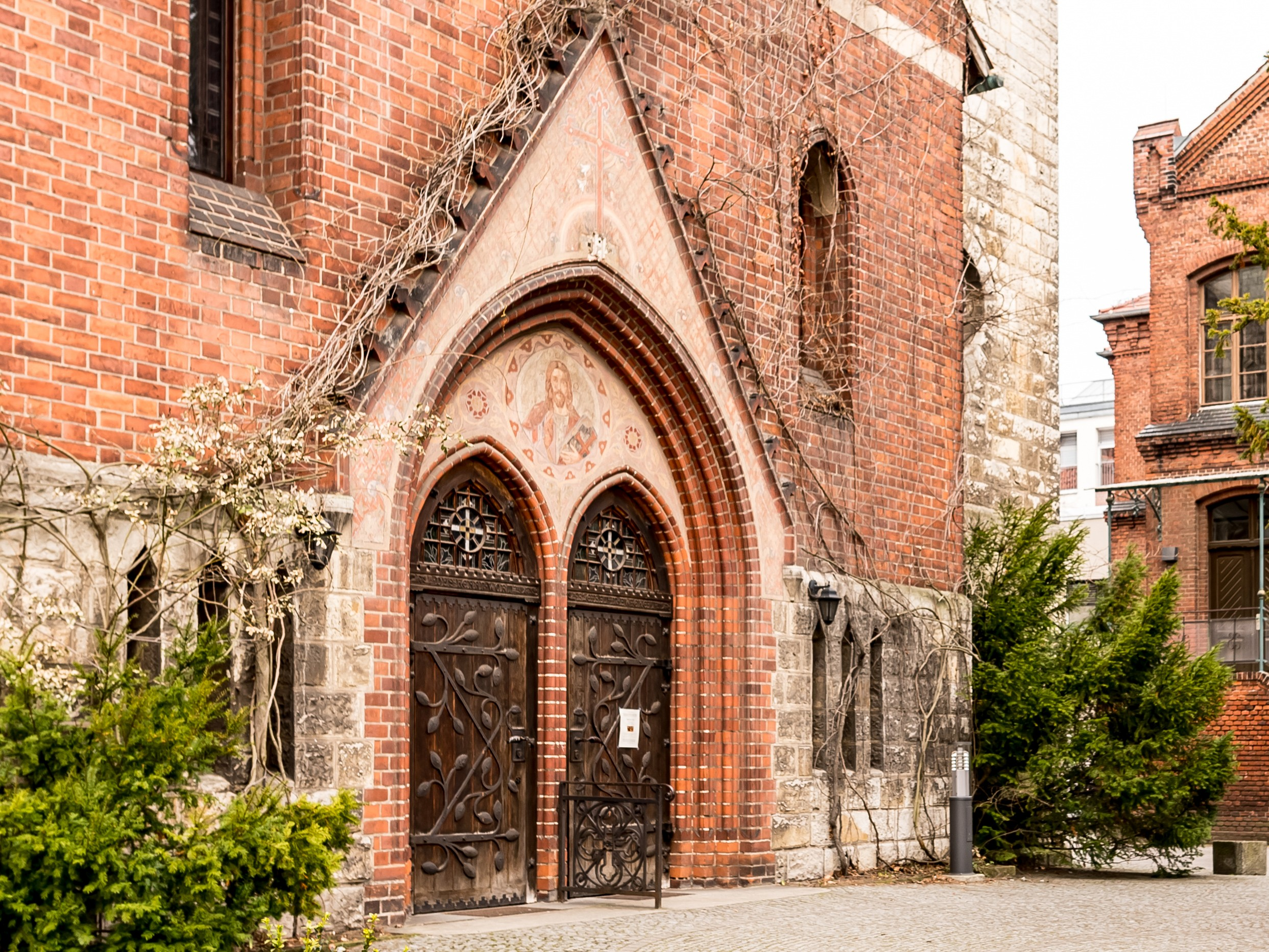
Portal

In der Ostfassade befindet sich das mit einem Wimperg betonte spitzbogige Hauptportal mit zwei durch reiche Beschläge ausgezeichneten Türflügeln. Das darüber befindliche Bogenfeld und der Giebel des Wimpergs sind mit Wandmalereien verziert. Das Portal flankieren links und rechts jeweils drei schlanke, zu einer Gruppe zusammengefasste Spitzbogenfenster. In der darüberliegenden Wandzone entspricht ihnen je ein einzelnes größeres Fenster. Den mit einem Putzband auf Höhe der Traufe abgesetzten Ostgiebel gliedern drei jeweils mit einer Rundblende bekrönte Zweiergruppen spitzbogiger Blenden. Die Giebelspitze trägt einen Aufsatz mit drei Fialen.
Der nördlich anschließende, gegenüber der Ostfassade leicht zurückgesetzte Turm besitzt im unteren Geschoss auf der Ostseite ein spitzbogiges Fenster und auf der Nordseite eine diesem gestalterisch entsprechende Zugangstür. Darüber sind im Norden ein kleineres Spitzbogenfenster und im Osten ein Rundfenster angeordnet. Bei den übrigen Öffnungen im mit Kalkstein verkleideten Turmschaft handelt es sich um schmale Schlitzfenster. Der aus Backsteinen bestehende Turmaufsatz ist auf allen vier Seiten mit gekuppelten, mittig durch eine Säule getrennten Schallöffnungen versehen. Diese sind oberhalb jeweils mit einem das Zifferblatt der Turmuhr und ein kleines Spitzbogenfenster enthaltenden Wimperg bekrönt, hinter dem der Turmschaft schmaler weitergeführt ist. Den Abschluss bildet ein steiler Pyramidenhelm mit Mönch-Nonne-Deckung.
Die Nordfassade der Kirche weist östlich des Turms zwei quer zum Hauptdach ausgerichtete Giebel mit je einem großen vierteiligen Fenster im Obergeschoss auf. Im Erdgeschoss sind axial dazu und zusätzlich auf der Westseite dreifach unterteilte kleine Fenster angeordnet. Der an den Ecken mit Strebepfeilern gestützte Chor im Westen besitzt in beiden den Scheitel bildenden Flächen jeweils ein Spitzbogenfenster. Der mit drei Fialen besetzte Giebel des Kirchenschiffs ist durch acht aufsteigende Spitzbogenblenden gegliedert.
Auf der Südseite öffnet sich das Schiff im Obergeschoss mit drei großen vierteiligen Spitzbogenfenstern. Das Satteldach mit Mönch-Nonne-Deckung ist mit drei axial dazu angeordneten Schleppgauben besetzt.

### Innenraum

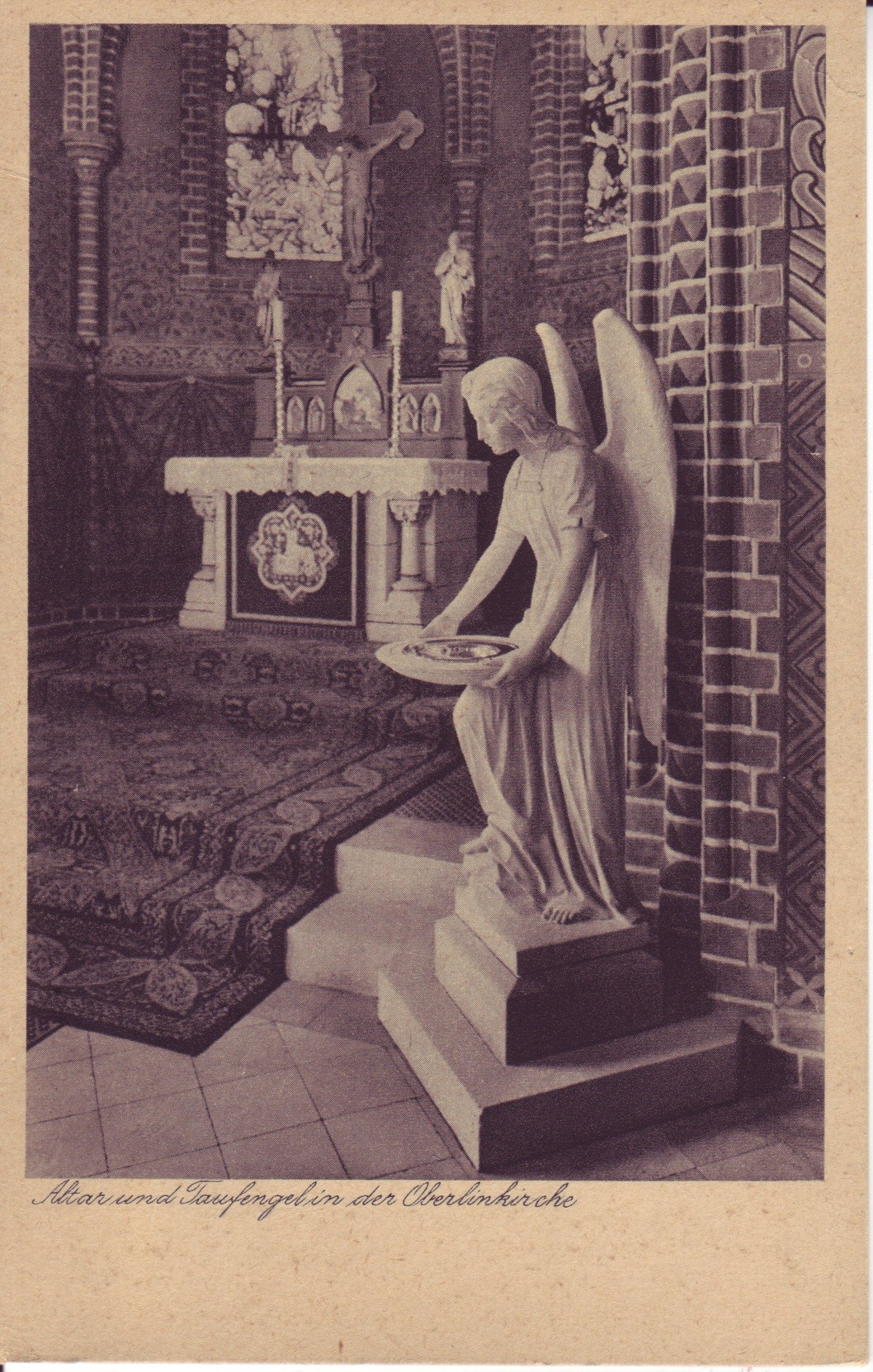
Altar und Taufengel, historische Aufnahme

Im Inneren heben sich die architektonischen Gliederungen der Öffnungseinfassungen und Gewölbe durch die Farbigkeit des Backsteinmauerwerks von hellen Wand- und Gewölbeflächen ab. Das Kirchenschiff ist mit einem auf der Südseite von Konsolen, im Norden von den das Seitenschiff abtrennenden Pfeilern getragenen Sterngewölbe überspannt. Das zweijochige nördliche Seitenschiff ist durch die massive, unten durch jeweils zwei Bögen mit einer Mittelsäule gestützte Empore zweigeschossig und besitzt ein Kreuzrippengewölbe. Die das östliche Joch nicht ganz ausfüllende Orgelempore, unter der sich ein kleiner Windfang vor dem Portal befindet, ruht auf einer Dreierarkade mit zwei Säulen. Die oberhalb der Säulen mit Rundblenden verzierten Emporenbrüstungen sind durch Backsteinfriese mit Dreipassbögen abgeschlossen. Der den gewölbten, um einige Stufen erhöhten Chor im Westen vom Schiff trennende Bogen ist mit reicher ornamentaler Malerei verziert und trägt die Inschrift „ICH BIN DER WEINSTOCK IHR SEID DIE REBEN.“
Die gut erhaltene bauzeitliche Kirchenausstattung umfasst neben der Kanzel auf der Südseite des Chorbogens ein auf dem sandsteinernen, mit zwei Ecksäulchen verzierten Altar stehendes hölzernes Retabel, das die Gestalt mittelalterlicher Triumphkreuzgruppen aufgreift. Das von Gustav Kuntzsch geschaffene Werk zeigt Christus am Kreuz, flankiert von Maria und Johannes. Unterhalb des Kruzifixes befindet sich eine Reliefdarstellung der Opferung Isaaks. Der gegenüber der Kanzel stehende steinerne Taufengel ist eine Arbeit des Bildhauers Heinrich Wefing, von dem auch die beiden runden, musizierende Engel zeigenden Reliefs an der Orgelempore stammen. Die ursprünglichen Kirchenfenster mit figürlichen Darstellungen fielen dem Luftangriff auf Potsdam am 14. April 1945 zum Opfer. Als Ersatz angefertigte Verglasungen sind mit Symbolen, Zeichen und Sinnbildern versehen.

### Orgel und Geläut
Die 1905 von Wilhelm Sauer gebaute Orgel erhielt 1951 von der Potsdamer Orgelbauwerkstatt Alexander Schuke eine klangliche Neugestaltung. Einen Neubau im alten Orgelgehäuse nahm der Orgelbauer Georg Wünning im Jahr 2004 vor. Seither hat die Orgel einen Umfang von 23 Registern auf zwei Manualen und Pedal.
Die drei das Glockengeläut bildenden Bronzeglocken der Gießerei Schilling in Apolda stammen aus den Jahren 1925 (mittlere Glocke) und 1955. Ihre Schlagtonfolge ist a′ – c″ – d″.